# ايمانويل غولدبرغ
ايمانويل غولدبرغ (بالروسية: Гольдберг, Эмануэль)‏ (و. 1881 – 1970 م) هو فيزيائي، وكيميائي من الإمبراطورية الروسية . ولد في موسكو.
توفي في تل أبيب، عن عمر يناهز 89 عاماً.

## جوائز
حصل على جوائز منها:
- جائزة إسرائيل.